# Aptum
Aptum (latin ”det som passar sig”) är ett retoriskt begrepp som används för det som i ett tal är passande för situationen. Ordet är en del av talets elocutio och en av de fyra retoriska stildygderna. Begreppet hänger nära ihop med kairos som är det rätta tillfället. Aptum handlar alltså om vad och hur något ska uttryckas vid ett visst tillfälle. Aptum kan delas in i två kategorier, internt och externt aptum.

## Externt aptum
Externt, eller yttre aptum, innebär att talet ska vara anständigt, respektabelt och ändamålsenligt. Externt aptum kan presenteras som en pentad som visar de externa faktorer som måste vara passande. Dessa är avsändaren, saken, uttrycksformen, mottagaren och omständigheterna som alla ska vara passande i förhållande till varandra.

## Internt aptum
Internt, eller inre aptum, handlar om att talets olika beståndsdelar ska förhålla sig passande och harmoniskt i förhållande till varandra. Även internt aptum måste ta hänsyn till förhållande mellan fem element. Här är det istället saken, innehållet, organiseringen, uttryckssättet och presentationen som alla ska förhålla sig passande till varandra.